# Poenițele, Buzău
Poenițele este un sat în comuna Chiojdu din județul Buzău, Muntenia, România. Se află în nord-vestul județului, în Munții Siriului.

## Localizare
Mergând din centrul satului Chiojdu, pe lângă Grădiniță (școala veche), către NE aproape 4 km, se poate ajunge în satul Poenițele pe drumul comunal DC 58.